# Gilles Tremblay (Eishockeyspieler)
Joseph Jean Gilles Tremblay (* 17. Dezember 1938 in Montmorency, Québec; † 26. November 2014 in Montreal, Québec) war ein kanadischer Eishockeyspieler und Sportkommentator, der im Verlauf seiner aktiven Karriere zwischen 1956 und 1969 unter anderem 557 Spiele für die Canadiens de Montréal in der National Hockey League auf der Position des linken Flügelstürmers bestritten hat. Während seiner neun Spielzeiten in der NHL gewann Tremplay zwischen 1965 und 1969 insgesamt viermal den Stanley Cup mit den Canadiens de Montréal.

## Karriere
Tremblay verbrachte seine Juniorenzeit in der kanadischen Hauptstadt Ottawa, wo er zwischen 1956 und 1959 für die Ottawa-Hull Junior Canadiens spielte, mit denen er zwischen 1957 und 1959 dreimal in Folge am Memorial Cup teilnahm und diesen im Jahr 1958 auch gewann. Während seiner Zeit bei den Junior Canadiens kam der Stürmer in der Saison 1958/59 bereits zu seinem Profidebüt, als er in drei Partien für die Rochester Americans in der American Hockey League auflief. Aufgrund des Erfolgs des Juniorenfranchises in Ottawa wurde mit der Gründung der Eastern Professional Hockey League im Sommer 1959 auch ein Profiteam mit dem Namen Hull-Ottawa Canadiens in der Liga installiert, für das Tremblay zu Beginn seiner Profikarriere in seinem ersten Jahr auf Torejagd ging. Am Ende der Premierensaison der Liga, in der er 83 Scorerpunkte verbuchte, wurde der Angreifer ins Second All-Star Team berufen, ehe er nach dem Start der Spielzeit 1960/61 von den Canadiens de Montréal aus der National Hockey League verpflichtet wurde.
Der Franko-Kanadier erhielt unmittelbar einen Stammplatz bei Canadiens, für die er in seiner ersten kompletten Spielzeit 1961/62 54 Scorerpunkte sammelte. Darunter befanden sich 32 Tore. In den folgenden Spieljahren war der Zwei-Wege-Stürmer stets für 20 Saisontore verantwortlich – ausgenommen die Saison 1964/65, in der er aufgrund einer Beinverletzung nur 26 Spiele absolvierte, aber am Saisonende dennoch seinen ersten Stanley-Cup-Triumph mit den Habs feierte. In den Jahren 1966, 1968 und 1969 ließ Tremblay mit den Canadiens de Montréal noch drei weitere Siege folgen. Darüber hinaus nahm er in den Jahren 1965 und 1967 am NHL All-Star Game teil.
Aufgrund einer starken Asthmaerkrankung beendete Tremblay im Sommer 1969 im Alter von 31 Jahren seine aktive Karriere vorzeitig. Nach seinem Rücktritt verstärkte er das Rundfunkteam der Canadiens, womit er einer der ersten Ex-Spieler überhaupt war, die nach ihrem Karriereende diesen Weg einschlugen. Im Jahr 2002 wurde er mit dem Foster Hewitt Memorial Award der Hockey Hall of Fame für seine Verdienste um die Eishockeyübertragungen im Rundfunk ausgezeichnet. Tremblay verstarb im November 2014 wenige Wochen vor seinem 76. Geburtstag an den Folgen einer Herzinsuffizienz.

## Erfolge und Auszeichnungen
| - 1958 Memorial-Cup-Gewinn mit den Ottawa-Hull Junior Canadiens - 1960 EPHL Second All-Star Team - 1965 Stanley-Cup-Gewinn mit den Canadiens de Montréal - 1965 Teilnahme am NHL All-Star Game - 1966 Stanley-Cup-Gewinn mit den Canadiens de Montréal | - 1967 Teilnahme am NHL All-Star Game - 1968 Stanley-Cup-Gewinn mit den Canadiens de Montréal - 1969 Stanley-Cup-Gewinn mit den Canadiens de Montréal - 2002 Foster Hewitt Memorial Award |

## Karrierestatistik
(Legende zur Spielerstatistik: Sp oder GP = absolvierte Spiele; T oder G = erzielte Tore; V oder A = erzielte Assists; Pkt oder Pts = erzielte Scorerpunkte; SM oder PIM = erhaltene Strafminuten; +/− = Plus/Minus-Bilanz; PP = erzielte Überzahltore; SH = erzielte Unterzahltore; GW = erzielte Siegtore; 1 Play-downs/Relegation; Kursiv: Statistik nicht vollständig)